# Adocus
Adocus es un género extinto de tortugas acuáticas pertenecientes a la familia Adocidae. Adocus fue alguna vez considerado como perteneciente a la familia Dermatemyidae, pero actualmente es considerado por muchos autores como miembro de su propia familia, Adocidae.

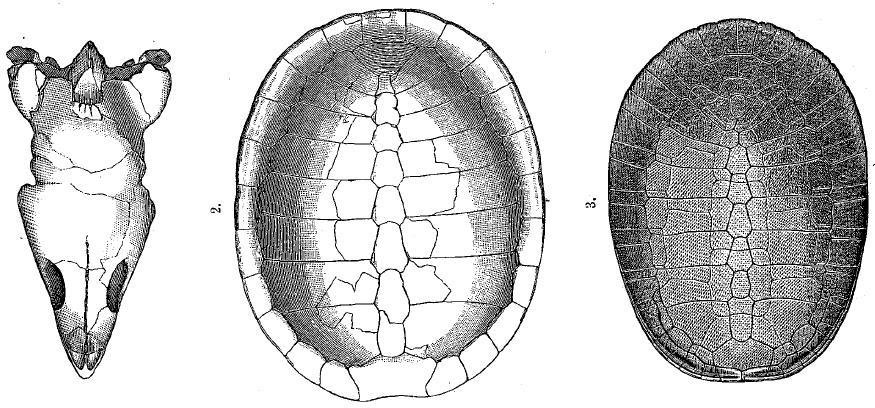
Cráneo y caparazón de Glyptops ornatus, y caparazón de Adocus punctatus

## Descripción
Las especies del género Adocus tenían un caparazón aplanado y levemente contorneado con placas córneas esculpidas. Los caparazones podían alcanzar los 80 centímetros de longitud. Estas grandes tortugas de agua dulce tenían una dieta omnívora. Estas vivieron desde el Cretácico Superior al Paleoceno Superior en Norteamérica, pero en Asia estuvieron presentes también en el Eoceno. 

## Distribución
Estas tortugas han sido halladas en depósitos del Cretácico y del Paleógeno de Estados Unidos,  Kazajistán, Tayikistán y Uzbekistán.

## Especies
- Adocus agilis
- Adocus aksary
- Adocus bossi
- Adocus bostobensis
- Adocus dzhurtasensis
- Adocus firmus
- Adocus foveatus
- Adocus hesperius
- Adocus inexpectatus[1]
- Adocus kirtlandius
- Adocus kizylkumensis
- Adocus lineolatus
- Adocus onerosus
- Adocus orientalis
- Adocus pravus
- Adocus punctatus (sinónimos: A. beatus, A. lacer)
- Adocus syntheticus